# Hololepta insignis
Hololepta insignis är en skalbaggsart som beskrevs av Schmidt 1889. Hololepta insignis ingår i släktet Hololepta och familjen stumpbaggar. Inga underarter finns listade i Catalogue of Life.